# 帕斯帕爾冰川
帕斯帕爾冰川（英語：Paspal Glacier）是南極洲的冰川，位於葛拉漢地，長14.5公里、寬6.5公里，處於赫克托里亞冰川以西，最終注入格林冰川，以保加利亞南部的鄉鎮命名。

## 外部連結

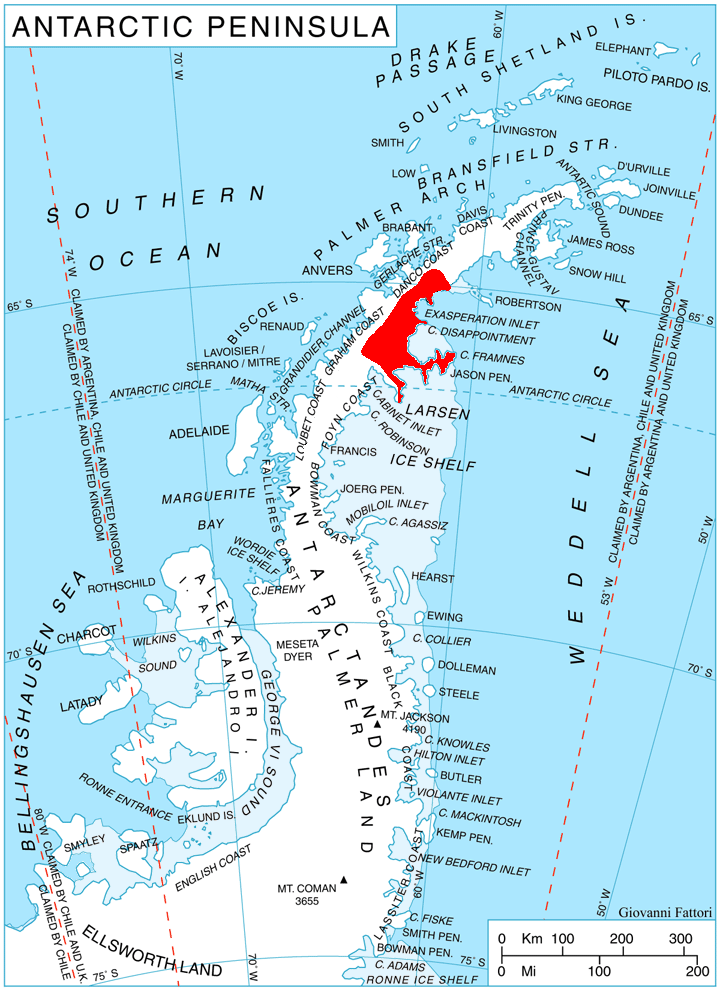

- Paspal Glacier. （页面存档备份，存于） SCAR Composite Antarctic Gazetteer.

64°53′50″S 61°59′10″W / 64.89722°S 61.98611°W